# 1990-ті роки в економіці Росії

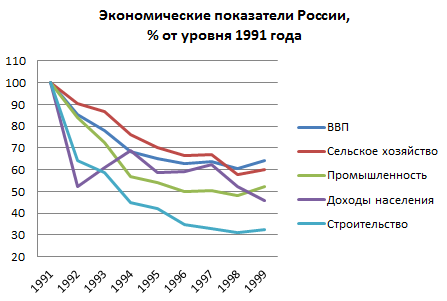
Динаміка економічних показників Росії в 1991—1999 роках, у % до рівня 1991 року

У 1990-х роках економіка колишнього Радянського Союзу (РРФСР), а потім і Росії, пережила глибокий спад, що супроводжувався сплеском інфляції, зниженням інвестицій, наростанням зовнішнього боргу, бартеризацією економіки, зменшенням доходів населення та багатьма іншими негативними явищами. У цей період проводилася низка економічних реформ, у тому числі лібералізація цін та зовнішньої торгівлі, масова приватизація. Одним із результатів реформ став перехід економіки країни від планової до ринкової. У 1990-ті роки визначилося і зростання розриву в економічному розвитку регіонів країни.

## Хронологія

### 1991 рік
- Січень — «павловська» грошова реформа
- Березень — ухвалено закон «Про конкуренцію та обмеження монополістичної діяльності на товарних ринках»
- Квітень — зареєстровано банк «Югорський»
- 3 липня — Верховна Рада РРФСР ухвалила закон «Про приватизацію державних та муніципальних підприємств у РРФСР»[2].
- Жовтень — на V З'їзді народних депутатів РРФСР президент Росії Борис Єльцин оголосив про проведення в Росії радикальних економічних реформ
- Листопад — головою Держкоммайна призначено Анатолія Чубайса
- 19 грудня — постанова уряду РРФСР № 55 «Про заходи щодо лібералізації цін».
- 29 грудня — видано «Основні положення програми приватизації державних та муніципальних підприємств у Російській Федерації у 1992 році»
- Грудень — постанова уряду Росії про реорганізацію колгоспів та радгоспів у будь-яку стандартну форму асоціацій

### 1992 рік
- 2 січня — лібералізація цін, початок галопуючого зростання цін
- 29 січня — Указ про свободу торгівлі
- 11 червня — постановою Верховної Ради Російської Федерації № 2980-I затверджено «Державну програму приватизації державних та муніципальних підприємств у Російській Федерації на 1992 р.»[3].
- Липень — Верховна Рада Росії призначила В. В. Геращенка на посаду голови ЦБ РФ
- Серпень — указ президента Росії «Про введення системи приватизаційних чеків у Російській Федерації»

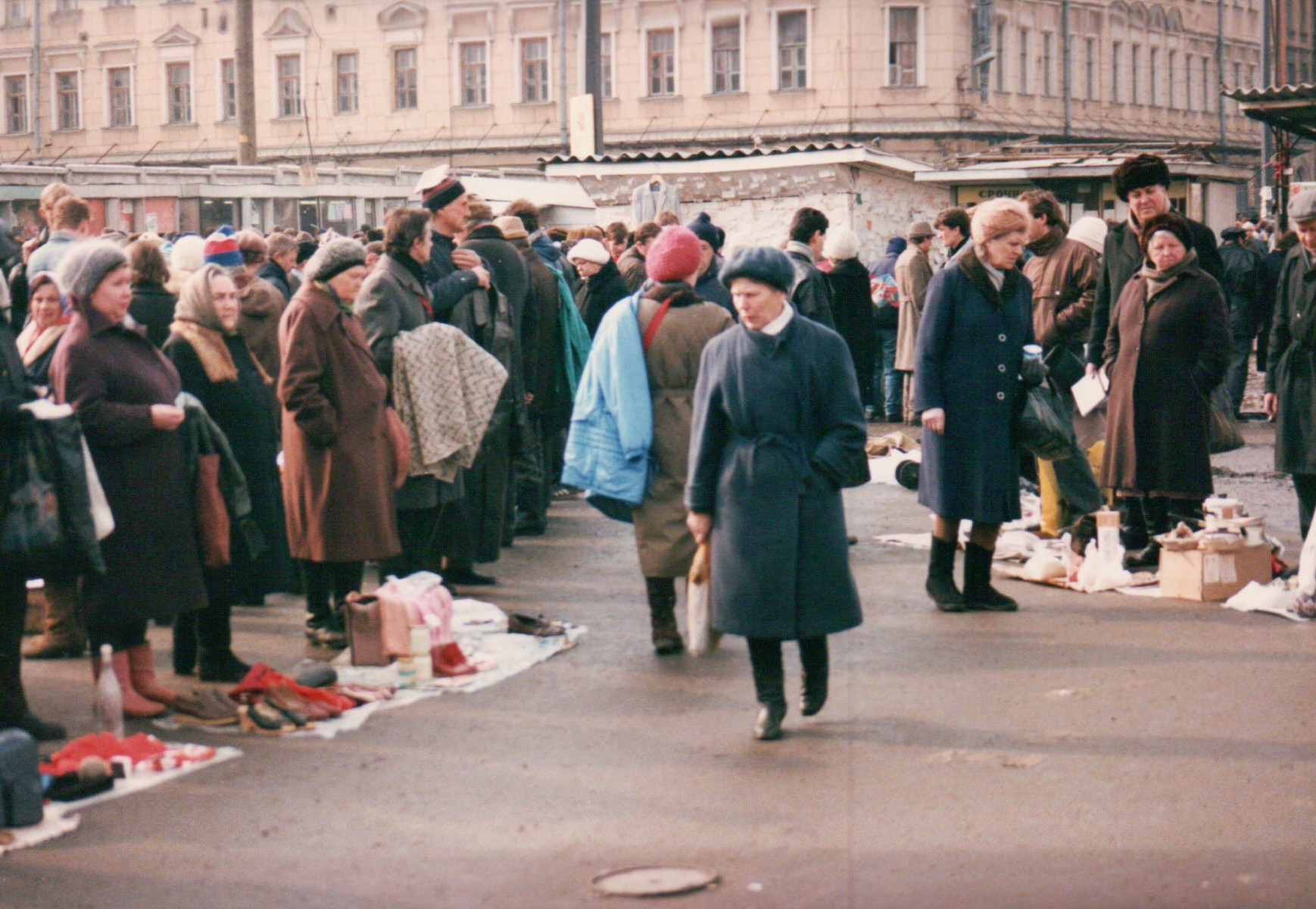
Вуличний ринок у Ростові-на-Дону, 1992 рік

На початку 1992 року невдовзі після лібералізації цін у російській економіці виникли повсюдні затримки грошових платежів і, як наслідок, утворилася величезна сума заборгованості юридичних осіб одна одній. До червня 1992 року ця заборгованість досягла 2—2,5 трлн руб, ставши порівнянною з дохідною частиною федерального бюджету. Наслідком неплатежів були стрімке зростання заборгованості із зарплат (зарплати видавалися грошовими сурогатами), неперерахування податків до держбюджету та загроза зупинки життєзабезпечувальних виробництв (водопостачання, транспорту, електроенергетики тощо). Таким чином, проблема неплатежів стала одним із головних факторів, що визначали на той час економічну ситуацію в Росії.
Усвідомивши крайню гостроту ситуації, у квітні-травні 1992 року федеральна влада розпочала пом'якшення фінансової та монетарної політики, що полягало в основному у відновленні кредитування підприємств. Однак цих заходів виявилося недостатньо, і неплатежі продовжували наростати. У серпні—вересні 1992 року з ініціативи нового керівництва ЦБ РФ проводиться великомасштабна акція зі зниження рівня заборгованості в економіці: на основі кредитної емісії в розмірі 1 трлн рублів було проведено взаємозаліки боргів підприємств. Цей захід дозволив поповнити обігові кошти підприємств, призупинити завдяки цьому падіння виробництва та зменшити обсяг неплатежів, знявши на певний час гостроту проблеми. Однак, оскільки поповнення обігових коштів відбувалося в умовах вільного ціноутворення в розбалансованій економіці, така велика емісія дала сильний інфляційний ефект, і незабаром обігові кошти знову знецінилися.
У 1992 році, після лібералізації цін та спроб посилення грошово-кредитної політики, серед російських підприємств набув широкого поширення бартер.
Лібералізація цін урядом Гайдара призвела до зростання цін у 26 разів. Кошти населення, накопичені до 1990 року на рахунках в ощадкасах (реорганізованих в Ощадбанк) і становили на той момент третину ВВП СРСР, були запозичені урядом СРСР, а потім Російської Федерації для фінансування дефіциту бюджету. За їх використання Ощадбанку до червня платили за ставкою 5 %, яка вже у 1991 році була багаторазово нижчою за інфляцію (за 1991 рік 168 %). До 29 червня 1992 року її підняли до 15 %, хоча навіть офіційна облікова ставка Центробанку (за кредитами комерційним банкам) на той час вже досягла 80 %. До 22 жовтня 1992 року ставку Мінфіну за кредитами Ощадбанку підняли лише до 45 % річних. Таким чином, купівельна спроможність вкладів населення в Ощадбанку на 31 грудня 1991 року (та збільшених з 30 березня 1991 року на розмір 40%-ї «горбачовської компенсації» при підвищенні роздрібних цін), за рік скоротилася більш ніж на 94 %. А з моменту, коли заощадження громадян були запозичені урядом, вони зберегли трохи більше 2 % від своєї величини (на грудень 1990 року).
Для того, щоб зберегти вклади населення, керівник Центробанку Георгій Матюхін пропонував на тлі лібералізації цін лібералізувати й плату за гроші, тобто відсоткові ставки за депозитами, наблизивши їх до реально позитивних (відносно інфляції) значень. Однак цю ідею не прийняли, Матюхіна за наполяганням Є. Гайдара у червні 1992 року було звільнено.

### 1993 рік
- 26 липня — 7 серпня — грошова реформа
- Жовтень — банківська криза[3]

У грудні 1993 року громадський рух вкладників Ощадбанку змусив президента Росії Бориса Єльцина видати указ про нарахування одноразових компенсацій за вкладами у 3-кратному розмірі порівняно із залишками на рахунках на 1 січня 1992 року. Ця сума явно не покривала втрат, однак і ця виплата була відкладена на рік, а потім не була здійснена.

### 1994 рік
- 11 жовтня — обвальне падіння курсу рубля щодо долара США («чорний вівторок»)

Восени 1994 року російські вугільні, нафтові, електроенергетичні, металургійні компанії та залізничники уклали угоду про тимчасове заморожування цін на свою продукцію в рамках операцій між цими галузями. Ця домовленість сприяла зниженню темпів інфляції в країні.

### 1995 рік
Держдума РФ зробила за протидії уряду наступний крок назустріч вкладникам Ощадбанку, ухваливши 24 лютого 1995 року Федеральний закон «Про відновлення та захист заощаджень громадян Російської Федерації», який стосувався:
- вкладів в Ощадний банк РФ, зроблених до 20 червня 1991 року,
- накопичувальних вкладів в організації державного страхування Російської Федерації (раніше Держстрах СРСР), зроблених у період до 1 січня 1992 року;
- державних цінних паперів СРСР та РРФСР, розміщення яких проводилося на території РРФСР у період до 1 січня 1992 року.

Заморожені заощадження громадян було оголошено державним внутрішнім боргом Російської Федерації, гарантованим державною власністю та всіма активами, що перебувають у розпорядженні уряду. Було роз'яснено, що цінність заощаджень громадян визначається купівельною спроможністю валюти СРСР у 1990 році, «виходячи з вартості фіксованого набору основних споживчих товарів та послуг, що включає раціон харчування, товари та послуги, які забезпечують нормальне фізіологічне існування людини».
Заморожені заощадження громадян було оголошено цільовими борговими зобов'язаннями (ЦБЗ) і мали індексуватися щомісяця урядом у міру зростання вартості мінімального споживчого кошика. При цьому порядок повернення коштів ЦБЗ визначено не було, жодні ЦБЗ не випускалися і не індексувалися.
- Серпень — банківська криза[3]
- Грудень — ухвалено закон «Про акціонерні товариства»

Проведено знамениті заставні аукціони.

### 1996 рік
У травні 1996 року вийшов президентський указ Єльцина про компенсацію вкладів населення у 1000 разів (що було у 2,5 рази менше за розмір інфляції з червня 1991 року) та дозвіл видати з вкладів попередні компенсації в розмірі 1000 рублів особам, яким на момент заморожування вкладів було по 75 років. Далі вік тих, кому дозволялося видати 1000 рублів, щорічно знижувався (до 2009 року цю суму змогли отримати ті, кому в 1991-му було 25 років). З 1998 року спадкоємцям стали видавати із заморожених вкладів компенсації на похорон спадкодавця.

### 1997 рік
- 4 серпня — указ президента Росії Б. М. Єльцина «Про зміну номінальної вартості грошових знаків та масштабу цін»

Наприкінці 1997 року прискорилися негативні процеси у сфері фінансів: зросли ставки відсотків за державними цінними паперами та міжбанківськими кредитами, а також відбулося різке зниження вартості російських корпоративних цінних паперів. Так, у III кварталі 1997 року середній дохід за ДКО на вторинному ринку дорівнював 19 %, а в IV кварталі — 26,3 %. У III кварталі 1997 року середня ставка за одноденними рублевими кредитами на московському міжбанківському ринку становила 16,6 %, у IV кварталі — 25,2 %.

### 1998 рік
- 1 січня — 1000-кратна деномінація рубля.

У 1998 році частка бартерних операцій у російській економіці піднялася до 51 %.
У I кварталі 1998 року середній дохід за ДКО на вторинному ринку дорівнював 29,1 %, у II кварталі — 49,2 %. У I кварталі 1998 року середня ставка за одноденними рублевими кредитами на московському міжбанківському ринку становила 26,8 %, у II кварталі — 44,4 %.
До серпня 1998 року влада втратила ресурси для фінансування короткострокового держборгу та утримання курсу рубля. 17 серпня 1998 року було оголошено дефолт за внутрішніми зобов'язаннями (ДКО, ОФП) та фактично оголошено про відмову підтримувати курс рубля. Це означало крах макроекономічної політики, що проводилася з 1992 року. Внаслідок фінансової кризи російська економіка зазнала важкого удару, наслідком чого стало різке знецінення рубля, спад виробництва, значне зростання інфляції, падіння рівня життя населення.

### 1999 рік
Спад російської економіки, що стався у 1998 році, був короткочасним і незабаром змінився масштабним економічним зростанням. Перехід від спаду до зростання пояснюється комплексом причин:
- Зростання цін на світовому ринку на товари російського експорту, насамперед на нафту, нафтопродукти та на природний газ[3].
- Позитивні зміни в макроекономічній політиці[3].
  - По-перше, відновлення економічного зростання було визнано важливішим пріоритетом, ніж стримування інфляції[3].
  - По-друге, було визнано неефективним використання завищеного курсу рубля як засобу стримування інфляції, формування курсу рубля фактично стало ринковим[3].
  - По-третє, було вжито заходів щодо ліквідації затримок з пенсій, допомог та зарплат, а держава практично повністю відмовилася від практики невиконання своїх фінансових зобов'язань перед підрядниками за держзамовленнями та перед бюджетними організаціями, що мала місце до цього[3].
  - По-четверте, було ухвалено рішення про відмову від відновлення ринку фінансових держзобов'язань, оскільки було визнано, що покриття дефіциту бюджету за рахунок масштабних позик створює значні ризики економічній стабільності[3].
  - По-п'яте, наприкінці 1998 року та у 1999 році влада успішно застосувала регулювання цін природних монополістів як економічний важіль і до початку 2000 року темп зростання цін на продукцію природних монополій був значно нижчим за середній темп зростання цін в економіці[3].
- Зниження середньої реальної зарплати у найманих працівників та зниження інших грошових доходів населення[3].
- Наявність великого обсягу законсервованих виробничих ресурсів, що з'явився в період глибокого економічного спаду у 1990-ті роки[3]. Коли наприкінці 1990-х років попит на російському ринку почав зростати, значна частина раніше простоюючих потужностей була введена в дію, що не потребувало значних капіталовкладень[3].

## Промисловість

### Нафтова промисловість
У листопаді 1991 року зареєстровано концерн «Лангепас-Урай-Когалимнафта» при Мінпаливенерго.
У квітні 1993 року було створено акціонерні товариства відкритого типу «Сургутнафтогаз», Лукойл та ЮКОС.
У травні 1994 року було зарізано директора АТ «Нафтобур» Олега Литвинова.
У вересні 1994 року було вбито комерційного директора компанії «Нафта Самари» Юрія Шебанова.
У квітні 1995 року президент Росії Борис Єльцин підписав указ «Про першочергові заходи щодо вдосконалення діяльності нафтових компаній».
У серпні 1995 року було засновано Тюменська нафтова компанія.
Наприкінці серпня 1995 року Борис Єльцин підписав указ «Про утворення Сибірської нафтової компанії».

### Газова промисловість
5 листопада 1992 року Борис Єльцин підписав указ № 1333 «Про перетворення державного газового концерну „Газпром“ на РАТ „Газпром“». Цим же указом було створено Фонд стабілізації та розвитку. 1 квітня 1996 року цей фонд було скасовано.
6 грудня 1993 року указом Бориса Єльцина № 2116 «Газпром» було звільнено від сплати імпортних мит на обладнання, матеріали та інші товари, що купуються «для стабілізації та розвитку газової промисловості». 6 березня 1995 року указом Бориса Єльцина № 244 «Про визнання такими, що втратили чинність, та про скасування рішень Президента Російської Федерації в частині надання митних пільг» «Газпром» позбавляється цієї митної пільги.
У липні 1995 року «Газпром» перевів свої рахунки у валюті із Зовнішторгбанку та банку «Імперіал» до Газпромбанку.

### Хімічна промисловість
У 1991 році в Москві відкрилася Біржа хімічних товарів.
У 1992 році інвестиції в хімічну промисловість впали на 70 %, обсяги експорту хімічної продукції — на 44 %. У 1992 році Євросоюз запроваджує антидемпінгові мита на мінеральні добрива з Росії. У 1992 році було приватизовано завод «Акрон».

### Чорна металургія
У червні 1991 року створено ЗАТ «Біржа металів».
У серпні 1991 року створено ЗАТ «Металургійна інвестиційна компанія».
У березні 1994 року на всеросійський чековий аукціон виставлено акції Череповецького металургійного комбінату.
16 лютого 1996 року колишній гендиректор КМК М. Фомін за підтримки групи МІКОМ захоплює будівлю заводоуправління та не пускає на роботу його керівника Є. Браунштейна.
У травні 1996 року генеральним директором «Северсталі» стає Олексій Мордашов.
У жовтні 1998 року уряд США розпочав антидемпінгове розслідування щодо виробників гарячекатаного прокату в Росії.

## Залізничний транспорт
У 1990-х роках практично не будувалося нових залізниць, погіршився стан вокзалів, приміських поїздів та поїздів далекого сполучення. У середині 1990-х років рентабельність залізничних перевезень МШС впала до негативних значень.
У 1998 році було сформульовано першу концепцію реформи галузі («Концепція структурної реформи федерального залізничного транспорту»). Вона передбачала створення акціонерного товариства «РЖД» під егідою міністерства та не обіцяла роздержавлення галузі.

## Зв'язок

### Стільниковий зв'язок
Стільниковий зв'язок почав впроваджуватися в Росії з 1990 року, комерційне використання почалося з 9 вересня 1991 року, коли в Санкт-Петербурзі компанією «Дельта Телеком» була запущена перша в СРСР стільникова мережа (працювала в стандарті NMT-450). До липня 1997 року загальна кількість абонентів у Росії становила близько 300 тис.

### Інтернет
У січні 1990 року розпочинає роботу громадська організація «Гласнет», створена за участю американської «Асоціації за прогресивні комунікації». Організація забезпечує використання Інтернету в СРСР у кількох освітніх та громадських проєктах, надаючи з'єднання на базі каналів «Совам Телепорт».
Літо 1990 року — фахівці «Демосу» розробляють та впроваджують систему електронної пошти з використанням адресації мережі Інтернет для комп'ютерів, що з'єднуються телефонними каналами зв'язку. Так утворюється перша комп'ютерна мережа союзного масштабу «Релком» (датою заснування вважається 1 серпня). У перших лавах до неї підключаються комп'ютери в наукових установах Москви, Ленінграда, Новосибірська, Києва.
19 вересня 1990 року — «Релком» та «Демос» від імені Soviet Unix Users Group (SUUG) за допомогою Петрі Ойала реєструють домен .su (SU, англ. Soviet Union — Радянський Союз). Тим часом до «Релкому» приєднуються все нові користувачі з різних міст СРСР, у тому числі на комерційній основі.
1990—1991 роки — поява майже в кожному великому місті СРСР вузлів мережі Релком.
1990—1993 роки — зароджується російський ринок інтернет-провайдерів, перші учасники — Demos Plus, Techno, GlasNet, SovAm Teleport, EUnet/Relcom, X-Atom, FREEnet. Починається масове використання протоколу TCP/IP. Організовується кілька «виділених» каналів на Захід, у тому числі оптичний та супутниковий (через Естонію, Фінляндію та Америку).
7 квітня 1994 року — міжнародний мережевий центр InterNIC офіційно зареєстрував національний домен .ru для Російської Федерації.
Квітень 1995 року — створюється перший сайт офлайнового ЗМІ в Інтернеті — «Учительської газети».
18 січня 1996 року — в Санкт-Петербурзі відкрито перше інтернет-кафе — «Тетріс».
26 вересня 1996 року — створено першу російську пошукову систему «Rambler». Розробник системи — Дмитро Крюков.

## Фінанси

### Російський рубль
Сучасний російський рубль фактично з'явився у грудні 1991 року паралельно з радянським рублем, який залишався в обігу до вересня 1993 року.
З метою захисту економіки від потоку грошової маси з країн пострадянського простору, які вже запровадили власні валюти, та утримання інфляції, з 26 липня по 7 серпня 1993 року в Росії було проведено грошову реформу, під час якої з обігу було виведено банкноти всіх попередніх випусків, а єдиним законним платіжним засобом визнавалися квитки Банку Росії зразка 1993 року. Монети, випущені з 1961 по 1992 рік, також залишалися законними платіжними засобами, але внаслідок високої інфляції практично зникли з обігу.
З 1995 року почалася поступова заміна банкнот зразка 1993 року на банкноти нової серії, зі зміненим оформленням та поліпшеними елементами захисту, а в 1998 році було проведено деномінацію (1000:1). Оформлення банкнот нової серії повністю відповідало такому у банкнот 1995 року, було лише скорочено (на три порядки) номінал та змінено елементи захисту. Також з 1 січня 1998 року в обіг було введено монети номіналом від 1 копійки до 5 рублів, з 1999 року почали карбуватися пам'ятні монети.

### Державні облігації
Обсяг розміщення ДКО-ОФП:
- 1995 рік — 159,5 млрд рублів;
- 1996 рік — 430,5 млрд рублів;
- 1997 рік — 502,0 млрд рублів.

### Доходи населення

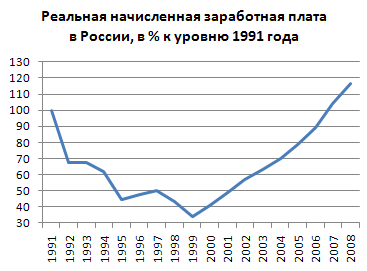
Динаміка реальної нарахованої заробітної плати в Росії в 1991—2008 роках, у % до рівня 1991 року

У 1990-ті роки рівень життя більшості населення визначався величиною заробітної плати та соціальних виплат. За роки проведення ринкових реформ 1990-х років реальні доходи населення Росії знизилися більш ніж удвічі до показників 60—70-х років, при цьому відбулося погіршення більшості показників рівня та якості життя.

#### Заробітна плата
Дослідники зазначали, що рівень та структура заробітної плати не забезпечували для абсолютної більшості працюючих повного або хоча б прийнятного відшкодування витраченої ними робочої сили. За оцінкою Держкомстату, до кінця 1995 року середній рівень реальної заробітної плати впав приблизно до 34 % від рівня, що існував до початку реформ (січень 1992 року). Академік Д. Львов наводив дані, згідно з якими середньомісячна заробітна плата в порівнянних цінах у 1991 році становила 598 рублів на місяць, а в 1998 році — лише 198 рублів, тобто відбулося її зниження в 3 рази. Найбільше падіння реальної заробітної плати відбулося у 1995 та 1998 роках.
Однією з найгостріших проблем були масові невиплати зарплат. Згідно з даними Держкомстату, на кінець липня 1997 року обсяг заборгованості з виплати заробітної плати, за яку відповідальна держава, становив 11,4 трлн руб. Замість Квитків Банку Росії зарплати видавалися грошовими сурогатами. У цю цифру не було включено дані щодо заборгованості військовим та деяким іншим категоріям працівників, і їх включення підвищувало розмір заборгованості приблизно до 20 трлн руб. Загальна заборгованість із зарплати на початок 1997 року (згідно з даними Держкомстату) склала приблизно 50 трлн руб.

#### Пенсії
У 1990-х роках відбувається реформа пенсійної системи, і пенсії починають платити із внесків підприємств до Пенсійного фонду (ПФ). За законом 1990 року для підприємств тариф внесків до ПФ було встановлено у 28 % від фонду оплати праці, а для працівників — у 1 % від заробітної плати. У грудні 1991 року було створено Пенсійний фонд Росії. У перші роки через зростання цін розмір пенсій постійно збільшували. Але незважаючи на збільшення пенсій у 1992—1994 роках, доходи ПФ стабільно перевищували витрати з двох причин: по-перше, тарифи для підприємств щорічно переглядалися на основі очікуваних витрат ПФ, а по-друге, збирання пенсійних внесків у той період було високим через ще не поширену практику ухилення від податків та зборів. Збільшення кількості пенсіонерів при одночасному скороченні числа працюючих, а також зростання неплатників серед підприємств через фінансову кризу змусило для покриття дефіциту ПФ тримати тарифи внесків до ПФ на рівні 29 % у середині 1990-х років. Внаслідок таких високих тарифів посилилося ухилення підприємств від внесків до ПФ: так, за оцінками Г. А. Яременка, фактична ставка відрахувань до ПФ (що розраховується як відношення фактичного обсягу страхових внесків, що надійшли до ПФ, до фонду нарахованої заробітної плати всіх зайнятих в економіці) склала у 1996 році лише 18 %.
Розміри пенсій не забезпечували прожиткового мінімуму. У другій половині 1997 року — першій половині 1998 року розмір пенсії коливався в межах 75—80 % прожиткового мінімуму пенсіонера. У липні 1999 року з урахуванням сформованої диференціації пенсій мінімальна пенсія з компенсацією склала 44 % прожиткового мінімуму пенсіонера.
Невиплати пенсій стали масовим явищем поряд із невиплатами зарплат. На початок 1997 року заборгованість з пенсій досягла 17 трлн неденомінованих рублів.

#### Конфіскація вкладів в Ощадбанку
Заощадження населення СРСР в Ощадбанку на 1990 рік становили 369 млрд руб., або більше третини ВВП. З початком інфляційних процесів у 1991 році їхня частка у ВВП знизилася до трохи більше чверті, проте за два наступні роки були фактично повністю знищені.
У 1990 році кошти на рахунках в Ощадбанку СРСР Рада міністрів СРСР під керівництвом М. І. Рижкова вилучила та направила на фінансування дефіциту бюджету Союзу РСР, виниклого через впровадження ринкових елементів у планову економіку та скасування монополії зовнішньої торгівлі[джерело?].
15 квітня 1991 року керівник Держбанку СРСР Віктор Геращенко повідомив уряду, що за використання кредитних ресурсів (у тому числі отриманих від Ощадбанку) нараховуватиметься плата в розмірі 5 % річних, тоді як річна інфляція сягала вже 95 %. Вже тоді реальна відсоткова ставка за користування заощадженнями громадян стала різко негативною, а до кінця 1991 року індекс споживчих цін у Росії підскочив до 168 %, ще більше збільшивши розрив між номінальною ставкою за позиками та інфляцією.
Лібералізація цін урядом Гайдара 2 січня 1992 року підштовхнула у 1992 році індекс інфляції до 2608 %. При цьому за кошти, запозичені урядом в Ощадбанку, на 10 квітня 1992 року платили за колишньою ставкою — 5 %. До 29 червня 1992 року її підняли до 15 %, хоча навіть офіційна облікова ставка Центробанку (за кредитами комерційним банкам) вже досягла 80 %. До 22 жовтня 1992 року ставку Мінфіну за кредитами Ощадбанку підняли лише до 45 % річних. Таким чином, купівельна спроможність вкладів населення в Ощадбанку на 31 грудня 1991 року (та збільшених з 30 березня 1991 року на розмір 40%-ї «горбачовської компенсації» при підвищенні роздрібних цін), за рік скоротилася більш ніж на 94 %. А з моменту, коли заощадження громадян були запозичені урядом, вони зберегли трохи більше 2 % від своєї величини (на грудень 1990 року).

#### Розшарування за доходами
У 1990-х роках відбулося різке зростання диференціації доходів населення Росії. Якщо у 1991 році розрив у доходах між 10 % найбагатших та 10 % найбідніших становив 4,5, то до кінця 1995 року він збільшився до 13,5 разів.

### Податки
У 1992—1993 роках більшість російських підприємств не прагнули ухилятися від сплати податків. Нерідко керівництво підприємств не вживало навіть цілком законних заходів з метою зниження обсягу виплачуваних податків. З другої половини 1993 року, втративши надію на зниження податкового тягаря, підприємства почали пошук способів ухилення від сплати податків.
1 січня 1994 року було підвищено ставки податків. Це стало одним з останніх аргументів для підприємств на користь масової відмови від податкової законослухняності. Раніше за інших від податків стали йти невеликі недержавні підприємства. Для ухилення від податків використовувалися найрізноманітніші методи:
- Група підприємств у регіоні реєструвала фінансову компанію, до статутного капіталу якої вносилася вся готова продукція цих підприємств. Це означало, що підприємство, виробляючи свою продукцію, не маючи реалізації та формально будучи збитковим, відповідно не платило податок на прибуток та ПДВ.
- Щоб зменшити виплати з податку на прибуток, підприємства намагалися збільшити звітну частку витрат. Найпростішим способом збільшення звітних витрат було збільшення фонду зарплати, для чого багато фірм виписували заробітну плату на безліч «мертвих душ» (осіб, які числилися у списках працівників, але реально не працювали).
- Щоб зменшити оподаткування фонду оплати праці, підприємства платили частину грошей своїм працівникам під виглядом повернення медичної страховки через страхові компанії, під виглядом матеріальної допомоги тощо.
- Щоб ухилитися від податку на прибуток, фірми реєструвалися як малі підприємства, які згідно з тодішнім законодавством не платили цього податку протягом перших двох років з моменту своєї реєстрації, а також мали інші податкові пільги. Після закінчення двох років підприємство ліквідовувалося і знову реєструвалося вже під новою назвою, отримуючи право на черговий дворічний термін податкових пільг.
- Багато фірм користувалося послугами різних громадських організацій, що мали законодавчі привілеї: «церковних організацій», «чорнобильців», «спортсменів», «афганців», «інвалідів» тощо. Щоб зменшити свої витрати, фірми проводили свої операції (у тому числі зовнішньоторговельні) не самостійно, а через такі організації.
- Широке поширення набула мінімізація відрахувань податків за рахунок заниження фірмами реального фінансового обороту за допомогою різних методів. Одним із методів були бартерні угоди, за яких продукція обмінювалася за сильно заниженими цінами. Іншим методом було широке використання взаємозаліків.
- Багато фірм занижували свій реальний дохід від зовнішньоторговельних угод. Наприклад, при експорті в податкових звітах вказувалася сильно занижена порівняно з фактичною ціна товару, а неврахований прибуток осідав на рахунку підприємства в якомусь іноземному банку. Іншим способом зниження податків при зовнішньоторговельних операціях була реєстрація за кордоном повністю підконтрольної фірми, якій російське підприємство поставляло свою продукцію за заниженою ціною, а та, у свою чергу, перепродувала продукцію реальному іноземному покупцеві за звичайною ринковою ціною. Подібні зовнішньоторговельні угоди призводили також до масштабного витоку капіталів з Росії.
- Приблизно з 1993 року багато фірм стали ухилятися від податків за допомогою широкого використання готівки для розрахунків зі своїми партнерами. Значна частина цього обороту приховувалася від правоохоронних органів, тому в побуті готівкові кошти, що застосовувалися для таких операцій, називали «чорним налом». На готівкових операціях був побудований практично весь «човниковий» бізнес[3].

Наслідки масового ухилення від сплати податків у 1990-ті роки були двоякими. З одного боку, ухиляючись від податків, фірми зберігали додаткові фінансові ресурси, які були потрібні для підтримки виробництва, а отже, цей процес протидіяв спаду виробництва. Крім того, зменшувалася податкова складова у вартості продукції, і фірми могли продавати її дешевше. Отже, це зменшувало інфляційну динаміку в економіці та полегшувало проблеми збуту у фірм. З іншого боку, безлад в оподаткуванні підривав стабільність у фінансово-бюджетній сфері економіки Росії, скорочував можливості для державних інвестицій та фінансування бюджетної сфери, знижував ефективність макроекономічних заходів.
У 1990-ті роки влада використовувала лише один шлях вирішення проблем оподаткування — посилення податкових законів та посилення тиску податкових органів на фірми. Однак щоразу фірми знаходили нові способи протидії цій політиці та продовжували ухилятися від податків. Це свідчить про те, що рівень оподаткування в 1990-ті роки був завищеним і неприйнятним для фірм.

### Галузеві позабюджетні фонди
У першій половині 1990-х років рішеннями уряду Росії було сформовано кілька позабюджетних фондів, метою яких було заявлено підтримку окремих галузей російської економіки (газової, вугільної та інших). До 1994 року загальний обсяг фінансів, акумульованих такими фондами, став порівнянним з доходами державного федерального бюджету.
На вимогу МВФ, що домагався консолідації всіх держфінансів у бюджеті, уряд став здійснювати курс на ліквідацію галузевих фондів. У 1996 році фонди було скасовано.

## Зовнішня торгівля
У 1992 році експорт з Росії становив 46 млрд доларів. За оцінками ЦБ РФ, у 1992 році до Росії не повернулося близько 60 % валютної виручки від експорту, у 1993 році — близько 35 %, у 1994 році — близько 12 %.
У лютому 1993 року «Газпром» призупиняє постачання газу в Україну через несплату. Обмеження поставок тривало добу. На той момент борг України за газ становив понад 138 млрд рублів. У відповідь на погрози з боку російської влади українська влада відповідає, що перекриє транзитні газопроводи, якими Росія веде постачання газу до Західної Європи.
У березні 1994 року «Газпром» призупиняє постачання газу в Україну. На той момент борг України за газ перевищує 1 трлн рублів. «Газпром» вимагав вирішення проблеми боргу за рахунок передачі Росії частини майнових прав на українські газопроводи та підприємства. 10 березня, під час російсько-українських переговорів, було ухвалено рішення про продовження поставок газу в Україну. Причому українська сторона взяла на себе зобов'язання протягом місяця надати графік погашення боргів за газ. Хоча графік так і не було надано, з політичних причин Україну не відключили від газу.
У середині 1990-х років обсяг імпорту, здійснюваний човниками, становив близько 10 млрд доларів на рік — згідно з даними Держкомстату, у 1994 році він становив 8,2 мільярда доларів, а в 1995-му цей обсяг перевищив 10 мільярдів доларів, що становило 20 % всього російського імпорту, при цьому весь імпорт Росії з країн далекого зарубіжжя становив 33 мільярди доларів.
У 1993—1995 роках близько половини імпортної алкогольної продукції, що реалізується в Росії, було ввезено контрабандним шляхом.
У 1996 році мита на імпорт газових труб було зменшено в 4 рази.

## Економічна політика
Багато цілей та методів економічної політики влади, що проводилася у 1990-ті роки, формувалися, виходячи з вказівок міжнародних фінансових організацій, насамперед МВФ.
Макроекономічна політика, що проводилася у 1995—1998 роках, була загалом невдалою. Її наслідком стали, зокрема, спад виробництва та значний відтік капіталу з країни. У серпні 1998 року було оголошено про дефолт за російськими держзобов'язаннями та про відмову підтримувати курс рубля, що означало крах економічної політики, яка проводилася з 1992 року. Економіка зазнала важкого удару, зокрема, відбувся різкий спад виробництва та доходів населення, сплеск інфляції. Однак спад, хоч і важкий, був короткочасний і незабаром змінився економічним зростанням. Серед факторів переходу до зростання були зміни в економічній політиці влади, що відбулися після дефолту.

### Антиінфляційна політика
Особливості антиінфляційної політики 1995—1998 років:
- Як основний антиінфляційний захід використовувалося скорочення грошової пропозиції, у тому числі за рахунок масових невиплат зарплат і пенсій (зарплати видавалися грошовими сурогатами, які заповнювали грошовий обіг) ;
- Застосування завищеного курсу рубля з метою скорочення інфляції.

Хоча темпи інфляції знизилися, це не призвело до зростання інвестицій та запуску процесу модернізації економіки. Держава, застосовуючи сумнівні методи протидії інфляції та перетворившись на найбільшого порушника фінансових зобов'язань, зробила великий внесок у підтримку високого рівня недовіри в економіці, що сильно перешкоджало інвестиційній активності. Наслідком застосування завищеного курсу рубля стало зниження конкурентоспроможності вітчизняних виробників. Наслідком надмірного зниження грошової пропозиції — бартеризація економіки, масові неплатежі тощо.

### Бюджетна політика
Особливості бюджетної політики 1995—1998 років:
- Фінансування дефіциту держбюджету за рахунок нарощування державного боргу. Причому обсяги залучення грошових коштів постійно збільшувалися. Так, обсяг розміщення ДКО-ОФП зріс зі 160 млрд рублів у 1995 році до 502 млрд рублів у 1997 році. Потрібний обсяг попиту на державні цінні папери підтримувався за рахунок збереження відносно високих ставок відсотків, а також за рахунок залучення спекулятивного іноземного капіталу. Орієнтація на останній вимагала зняття більшої частини обмежень на вивезення капіталу.
- Збереження високих податкових ставок для підтримки доходів держбюджету.

Фінансування бюджетного дефіциту за рахунок запозичень на фінансових ринках мало низку негативних наслідків для економіки. Зокрема, висока прибутковість операцій з державними цінними паперами відтягувала фінансові ресурси з реального сектора економіки у фінансовий сектор. Орієнтація витрат держбюджету на рефінансування державних цінних паперів значно звужувала можливості держави щодо підтримки соціальної сфери та економіки країни. Крім того, різке зростання держборгу призводило до значного збільшення ризиків, пов'язаних із коливаннями курсів цінних паперів та курсу російського рубля. А лібералізація міжнародних операцій з валютою послаблювала захист економіки країни від зовнішнього тиску на російський рубль та від витоку капіталів.

## Населення
Розпад СРСР та наступна зміна економічної моделі призвели до катастрофічного падіння ВВП у колишніх соціалістичних республіках у період з 1990-го по 1996 рік. Рівень ВВП у Росії та Україні до 1996 року був наполовину або менше порівняно з десятиліттям раніше, а в Грузії ВВП знизився до однієї п'ятої від рівня середини 1980-х років.
| Країна                                                                              | Реальний ВВП у 1995, у %% до рівня 1985 | Зміна в очікуваній тривалості життя, років |
| ----------------------------------------------------------------------------------- | --------------------------------------- | ------------------------------------------ |
| Вірменія                                                                            | -62                                     | -1.1                                       |
| Білорусь                                                                            | -39                                     | -2.9                                       |
| Грузія                                                                              | -82                                     | -                                          |
| Казахстан                                                                           | -55                                     | -                                          |
| Киргизстан                                                                          | -50                                     | -3.2                                       |
| Росія                                                                               | -45                                     | -5.9                                       |
| Таджикистан                                                                         | -60                                     | -1.0                                       |
| Туркменістан                                                                        | -40                                     | -0.2                                       |
| Україна                                                                             | -54                                     | -2.4                                       |
| Узбекистан                                                                          | -17                                     | 0.0                                        |
| Джерела: UNDP Poverty Report, 1998 (New York), UNDP Poverty Report, 2000 (New York) |                                         |                                            |

Щорічна смертність працездатного населення з 1990 по 1992 роки зросла майже з 49 до 58 осіб на тисячу, а в 1994 році досягла 84 осіб на рік на тисячу населення. Середня тривалість життя чоловіків у Росії знизилася майже на 6 років. При різкому зростанні смертності загальна чисельність населення Росії показала абсолютний спад, що було безпрецедентною ситуацією в мирний час.